# Nacionalni park Gates of the Arctic
Nacionalni park gates of the Arctic jedan je od 58 nacionalnih parkova smještenih na području Sjedinjenih Američkih Država.

## Zemljopisni podaci
Gates of the Arctic ((hrv.) Arktička vrata) najsjeverniji je i drugi po veličini američki nacionalni park. Obuhvaća područje površine 34.287 km2 što je približno jednako veličini Švicarske. Nalazi se u američkoj saveznoj državi Aljaska i u cijelosti je smješten sjeverno od arktičkog kruga a uglavnom obuhvaća dijelove gorja Brooks Range. Veći dio parka je očuvan kao divljina.
U parku se nalaze planine Arrigetch Peaks i Igikpak kao i rijeke:
- Alatna river(134 km)
- John river (84 km)
- Kobuk river (177 km)
- sjeverni rukavac rijeke Koyukuk (164 km)
- dio rijeke Noatak
- Tinayguk river (71 km)

## Naziv parka
Park Gates of the Arctic je današnji naziv dobio 1929., kada je Bob Marshall, istražujući područje North Forka oko rijeke, naišao na par planina (Frigid Crags i Boreal), koje su se pružale svaka na svojoj strani rijeke. Zahvaljujući njihovom obliku prolaza (vrata) park je nazvan Arktička vrata ((engl.) Gates of the Arctic).

## Povijest
Prvotno je ovo područje 1. prosinca 1978. bilo zaštićeno kao američki nacionalni spomenik prirode, a nacionalnim parkom je proglašeno 2. prosinca 1980. godine.

## Zanimljivosti i promet
Na području parka obitava oko 1.500 stanovnika raspoređenih u 10 malih zajednica a preživljavaju zahvaljujući resursima u parku.
Park je prometno izoliran, bez cestovne infrastrukture, staza, objekata namijenjenih posjetiteljima ili kampova, međutim auto-cestom Dalton Highway automobilom se može doći otprilike 8 km daleko od istočne granice parka. Unatoč prometnoj izoliranosti godišnja brojka posjetitelja je 2.202.228 (2007. godine).

## Vanjske poveznice
- http://www.gates.of.the.arctic.national-park.com/  Arhivirana inačica izvorne stranice od 15. travnja 2010. (Wayback Machine)
- Gates of the Arctic National Park guide (engl.)  Arhivirana inačica izvorne stranice od 5. veljače 2010. (Wayback Machine)
- Gates of the Arctic National Park Gallery (engl.)

## Ostali projekti
|  | Zajednički poslužitelj ima stranicu o temi Nacionalni park Gates of the Arctic |